# Lispe desertorum
Lispe desertorum este o specie de muște din genul Lispe, familia Muscidae, descrisă de Huckett în anul 1966.
Este endemică în California. Conform Catalogue of Life specia Lispe desertorum nu are subspecii cunoscute.